# Alfred Lehmann (Fußballspieler)
Alfred Lehmann (Spitzname Alle; * 19. Dezember 1911; † nach 1950) war ein deutscher Fußballspieler.

## Leben
Der Linksaußenspieler kam 1933 vom TSVgg Stuttgart-Münster 1875/99 zum VfB Stuttgart. Mit dem VfB wurde Lehmann mehrmals Württembergischer Meister. 1935 wurde er Deutscher Vizemeister. Dabei erzielte er in der Meisterschaftsendrunde auf dem Weg ins Meisterschaftsendspiel gegen den FC Schalke 04 unter anderem mit dem 3:2-Siegtreffer im letzten Spiel der Gruppenphase gegen die SpVgg Fürth und einem Tor beim Halbfinalsieg gegen den VfL Benrath spielentscheidende Treffer. Nachdem Lehmann 1950 mit dem VfB Stuttgart die erste Deutsche Meisterschaft der Vereinsgeschichte gewonnen hatte, beendete er seine Karriere.